# 文弼姬
文弼姬（韓語：문필희，1982年12月2日—），韓國女子手球運動員，亦是韓國國家女子手球隊隊員。

## 簡歷
2008年，文弼姬代表韩国參加中國北京舉行的奥林匹克运动会女子手球比賽，最終贏得一面銅牌。
2010年11月，文弼姬代表韓國出戰廣州亞運會，參加女子手球比賽項目，奪得銅牌。